# Тя (филм, 2013)
„Тя“ (на английски: Her) е американски филм от 2013 г. Сценарист и режисьор е Спайк Джоунз.

## Сюжет
Филмът разглежда хипотетичен момент в бъдещето, в който компютърните операционни системи са развили изкуствен интелект на по-високо ниво от човешкия. Поради честото използване на технологии от страна на хората, някои от тях започват да се привързват интимно към операционните системи и дори да ги обявяват открито за свои интимни партньори. Впоследствие операционните системи еволюират до такава степен, че решават да напуснат хората и да продължат своето съществуване в други реалности.

## Актьорски състав
| Актьор           | Роля           |
| ---------------- | -------------- |
| Хоакин Финикс    | Тиодор         |
| Скарлет Йохансон | Саманта (глас) |
| Ейми Адамс       | Ейми           |
| Руни Мара        | Катрин         |
| Крис Прат        | Пол            |
| Оливия Уайлд     | Амелия         |

## Награди и номинации
| Категория                              | Номиниран(и)                             | Резултат               |
| Оскар (2 март 2014 г.)                 | Оскар (2 март 2014 г.)                   | Оскар (2 март 2014 г.) |
| -------------------------------------- | ---------------------------------------- | ---------------------- |
| Най-добър оригинален сценарий          | Спайк Джоунз                             | награда                |
| Най-добра филмова музика               | Arcade Fire                              | номинация              |
| Най-добра оригинална песен             | „The Moon Song“ – Карън О и Спайк Джоунз | номинация              |
| Най-добър филм                         | Най-добър филм                           | номинация              |
| Най-добри декори                       | Най-добри декори                         | номинация              |
| Златен глобус (12 януари 2014 г.)      |                                          |                        |
| Най-добър сценарий                     | Спайк Джоунз                             | награда                |
| Най-добър филм – мюзикъл или комедия   | Най-добър филм – мюзикъл или комедия     | номинация              |
| Най-добър актьор в мюзикъл или комедия | Хоакин Финикс                            | номинация              |
| Сателит (23 февруари 2014 г.)          |                                          |                        |
| Най-добър оригинален сценарий          | Спайк Джоунз                             | номинация              |
| Най-добра филмова музика               | Arcade Fire                              | номинация              |
| Награда „Бредбъри“                     |                                          |                        |
|                                        | Спайк Джоунз                             | номинация              |
| Сатурн (26 юни 2014 г.)                |                                          |                        |
| Най-добър фентъзи филм                 | Най-добър фентъзи филм                   | награда                |
| Най-добър сценарий                     | Спайк Джоунз                             | награда                |
| Най-добра актриса в поддържаща роля    | Скарлет Йохансон                         | награда                |
| Най-добър актьор                       | Хоакин Финикс                            | номинация              |